# Paul Cézanne
Paul Cézanne (n. 19 ianuarie 1839, Aix, Franța – d. 22 octombrie 1906, Aix, Franța) a fost un pictor francez, considerat în prezent cel mai mare înnoitor al picturii la sfârșitul secolului al XIX-lea. Reducerea perspectivei la valorile termice ale culorilor și directa sa referire la formele geometrice au făcut ca pictura lui Cézanne să reprezinte puntea de trecere de la impresionism spre cubism, prima perioadă a acestei ultime orientări fiind numită de către unii teoreticieni ai artei, "faza cézanniană". Opera lui Cézanne, sinteză ideală a reprezentării naturaliste, marchează cu pregnanță evoluția artei moderne, al cărei limbaj o revoluționează în direcția unor experiențe neașteptate.

## Viața și opera
Paul Cézanne (Paul Cesana) se naște la 19 ianuarie 1839 în Aix-en-Provence, oraș în apropierea Marsiliei, la 20 de kilometri de Marea Mediterană. Tatăl său, Louis-Auguste Cézanne, este un om înstărit, în 1848 înființează prima bancă din oraș. Paul, viitorul pictor, începe gimnaziul în 1852, la Bourbon. Este un elev eminent, în frunte la studiul limbilor clasice. La vârste de 13 ani, se împrietenește cu trei colegi de școală, unul este Émile Zola, de care va fi legat până târziu, ceilalți doi, Jean-Baptiste Baille și Louis Marguery. Toți patru erau legați de dragostea pentru literatură, îi entuziasmează Victor Hugo, descoperă împreună poeziile lui Alfred de Musset și îi interesează muzica. În orchestra orașului Cézanne cânta la corn, iar Zola la clarinet. În 1857, Cézanne se înscrie la Școala de Desen din Aix-en-Provence. În muzeul orașului cunoaște câteva tablouri și sculpturi clasice și opere din colecția pictorului Granet, care donase orașului și pânzele prietenului său, Ingres. În 1858, Zola pleacă definitiv la Paris. Despărțirea este grea pentru cei doi prieteni, ei caută să înlocuiască discuțiile de până acum cu schimburi frecvente de scrisori.

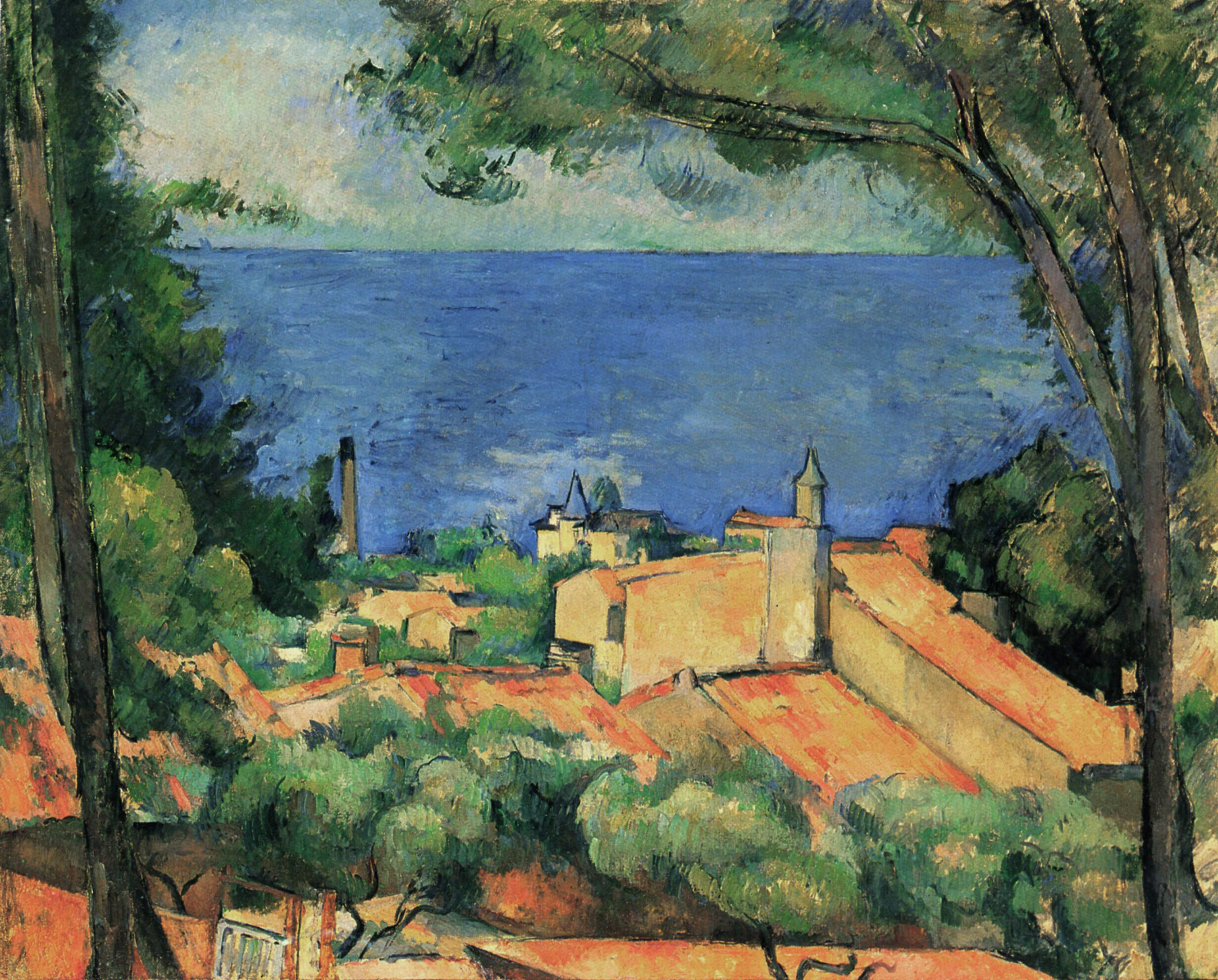
Golful Marsiliei văzut de la Estaque, 1886

Studiile la care îl obligă tatăl său nu-l preocupă pe Cézanne. În ciuda acestui fapt, în decembrie 1858, se înscrie la facultatea de Drept din Aix, dar în același timp îl roagă pe Zola să se intereseze de examenul de admitere la Academia de Arte Frumoase din Paris. În septembrie 1861 pleacă la Paris, unde este obligat să trăiască din 125 franci lunar, sumă pusă la dispoziție de tatăl său. În Paris descoperă marile muzee, unde poate copia operele marilor artiști. Se duce în fiecare dimineață la Academia "Charles Suisse", pentru a participa la ore de desen. La Academie face cunoștință cu Camille Pissarro, cu care se împrietenește foarte repede. Dă examen de admitere fără succes la Academia de Arte Frumoase și își petrece timpul în continuare în atelierul Suisse, unde pictează după model. În urma sfaturilor lui Pissarro, începe să picteze și în aer liber.
În 1864, Cézanne face o călătorie la Estaque, în apropiere de Marsilia; acesta va deveni unul din locurile preferate pentru pictură (tabloul: "Golful Marsiliei văzut de la Estaque", 1886). Tablourile prezentate la Salonul Oficial îi sunt însă sistematic respinse. Între 1872 și 1874 se întâlnește des cu Camille Pissarro în orășelul Auvers-sur-Oise, situat la nord-vest de Paris, și pictează împreună motive din natură. Cézanne participă în 1874 la prima expoziție a impresioniștilor , unde prezintă trei tablouri, printre care și "O Olympia modernă", replică a unei cunoscute picturi aparținând lui Édouard Manet. Operele sale sunt considerate ridicole de către critică. Expune, în 1877, 16 tablouri la treia expoziție a impresioniștilor. În tot cursul anului 1882 lucrează la Estaque, unde vine și pictorul Auguste Renoir. În 1886, Cézanne se ceartă cu Zola. Zola îi trimisese romanul "Oeuvre", pe care tocmai îl terminase. Profund jignit, Cézanne se recunoaște pe sine însuși în eroul principal, un pictor ratat în pragul sinuciderii.

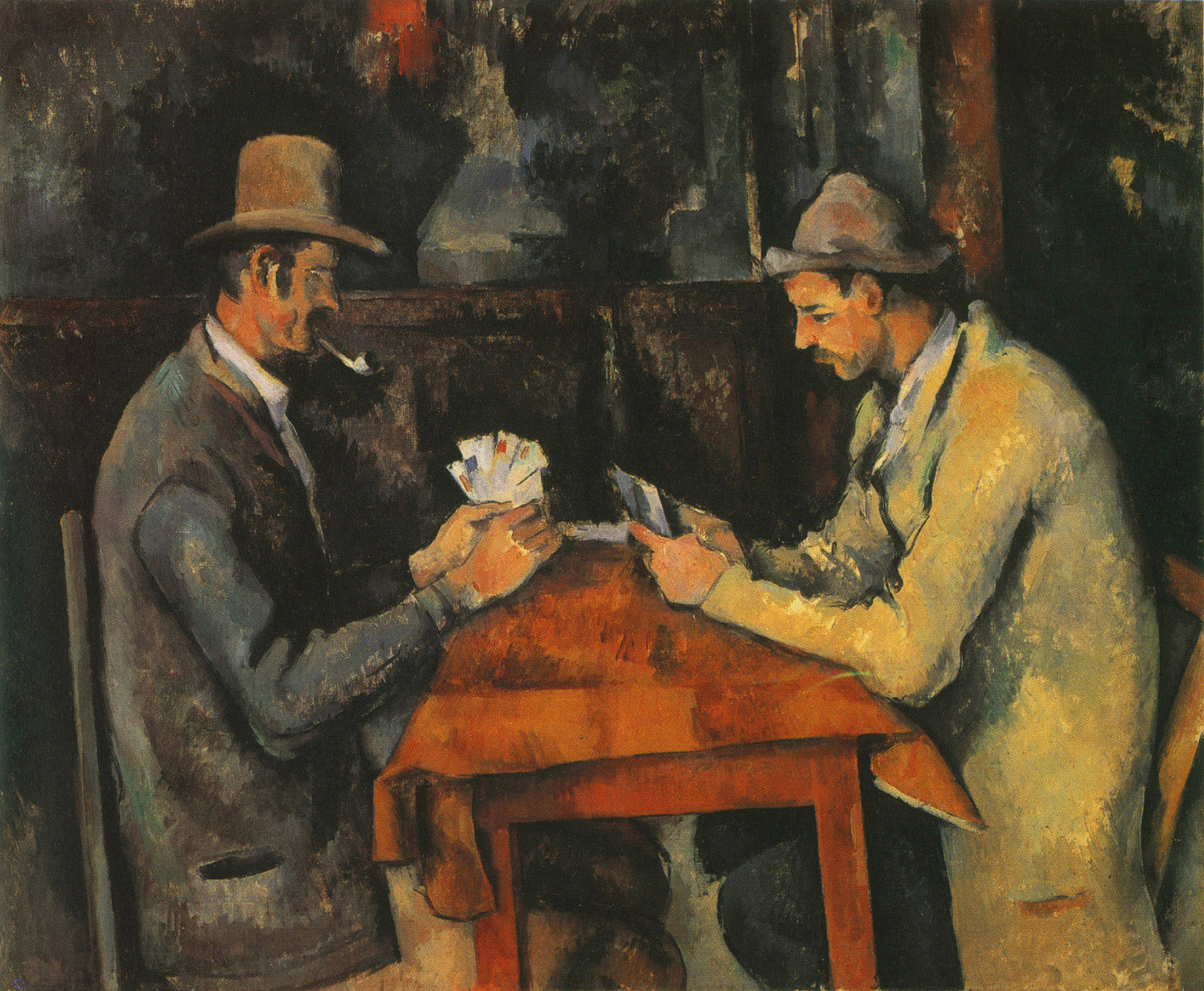
Jucătorii de cărţi, 1893

Cézanne lucrează de-a lungul întregii sale vieți la anumite teme și le esențializează. O astfel de temă este seria jucătorilor de cărți. Un astfel de tablou se găsește în "Muzeul Orsay" din Paris. Se poate remarca paleta deosebit de rafinată a culorilor, deoarece din tonurile calde, dar amestecate brutal, radiază o înaltă formă a suavității. O altă temă preferată sunt naturile moarte cu fructe, care revin ca un leitmotiv în creația lui Cézanne. În tabloul "Natură moartă cu mere și portocale" (1899) reliefurile realizate amintesc sculpturalitatea câtorva pânze care reprezintă muntele "Sainte-Victoire". Tablourile pictate cu acest subiect reprezintă cele mai mari capodopere ale lui Cézanne.
În 1895, negustorul de tablouri Ambroise Vollard organizează prima expoziție personală a lui Cézanne. În 1900 expune la Expoziția Universală de la Paris. Acum Cézanne începe să fie cunoscut. Părăsește arareori Aix-en-Provence, unde își cumpărase un atelier în afara orașului. Lucrează tot timpul și cu toate forțele. În 1904 expune la Salonul Oficial de toamnă, iar în 1905 la Salonul de toamnă și la Salonul Independenților.
O temă clasică în istoria picturii - femeia care se scaldă - revine frecvent în lucrările lui Cézanne. Cu tabloul "Les grandes baigneuses", realizat în ultimii ani ai vieții, trece la compoziții monumentale, în care corpurile formează o parte arhitectonică a întregului. Există trei tablouri asemănătoare între ele, cea mai mare intensitate s-a concretizat în tabloul care se găsește în Muzeul de Artă din Philadelphia (USA). Culorile simple și armonice sunt amplasate aproape ca la o acuarelă. Siluetele celor paisprezece femei grupate în jurul copacilor imenși, care se întind către cer, amintind bolțile unei catedrale, formează un tablou cu o armonie strălucitoare.
La 15 octombrie 1906, Cézanne pictează în aer liber. Stă prea mult în ploaie și, când ajunge acasă, îi este deja foarte rău. Contractează o pneumonie gravă, starea sa devine critică și la 23 octombrie 1906, Cézanne moare în vârstă de 66 de ani. Cézanne a dorit "să moară pictând". Dorința i s-a împlinit, ultima sa scrisoare fiind adresată negustorului de culori...
Pictura lui Cézanne a avut un uriaș impact asupra artei secolului al XX-lea, incluzând și arta abstractă. Chiar din timpul vieții sale, contemporanii încearcă să-i fructifice experiența. Mult îi datorează Van Gogh și Gauguin. Acesta din urmă îi cumpără de altfel numeroase lucrări. simboliștii, prin Maurice Denis, văd și ei în Cézanne pe unul din maeștrii lor. Matisse spune următoarele: "Cézanne este maestrul nostru, al tuturor". Picasso, știe cât îi datorează înaintașului său, al cărui moștenitor credincios este fără îndoială. După moartea lui Cézanne, el pictează în scurt timp, în 1907, tabloul "Domnișoarele din Avignon", care este în același timp un omagiu față de pictura "Les grandes baigneuses" a predecesorului său.

## Galerie de imagini

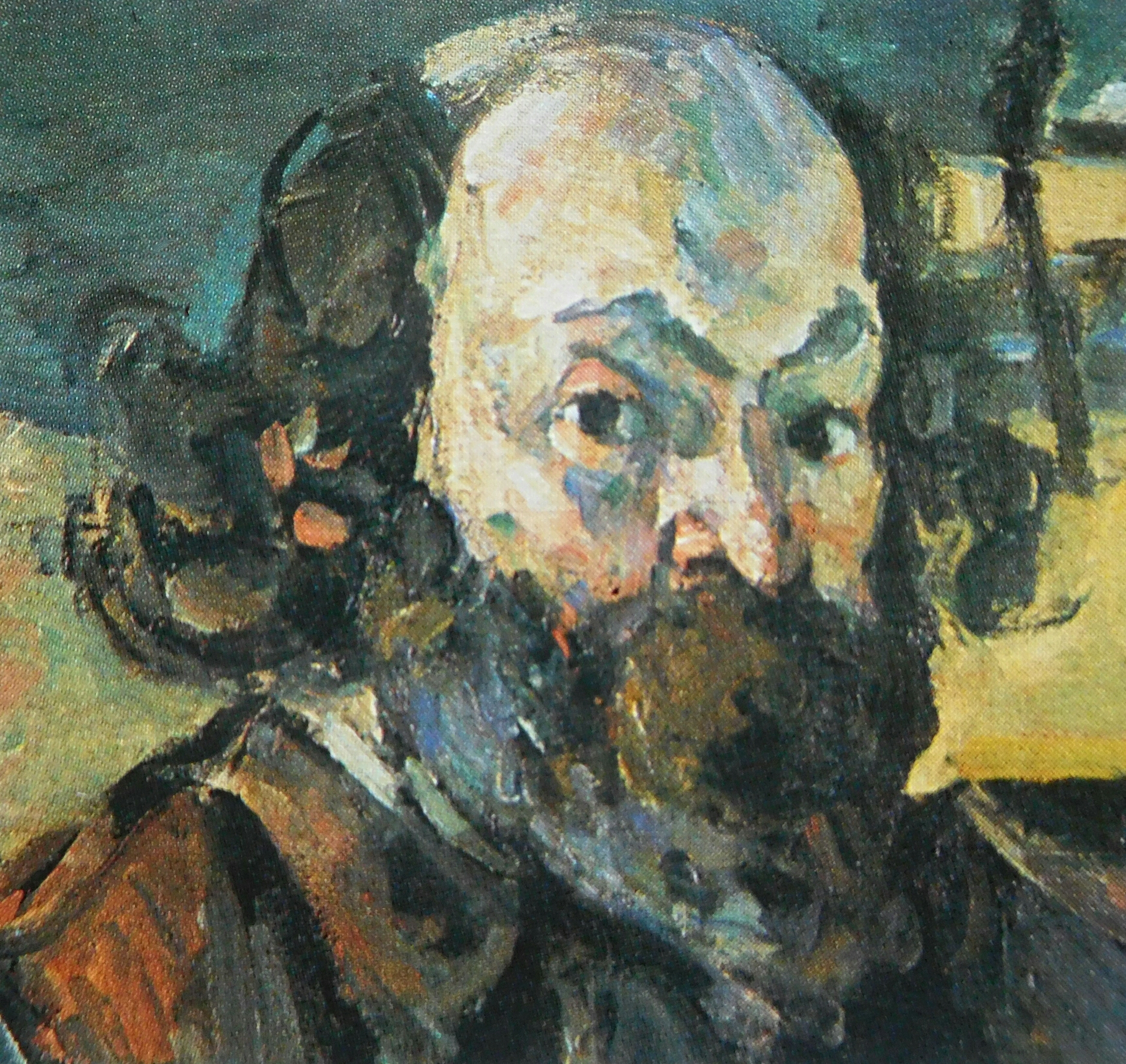
Autoportret (anii 1870)
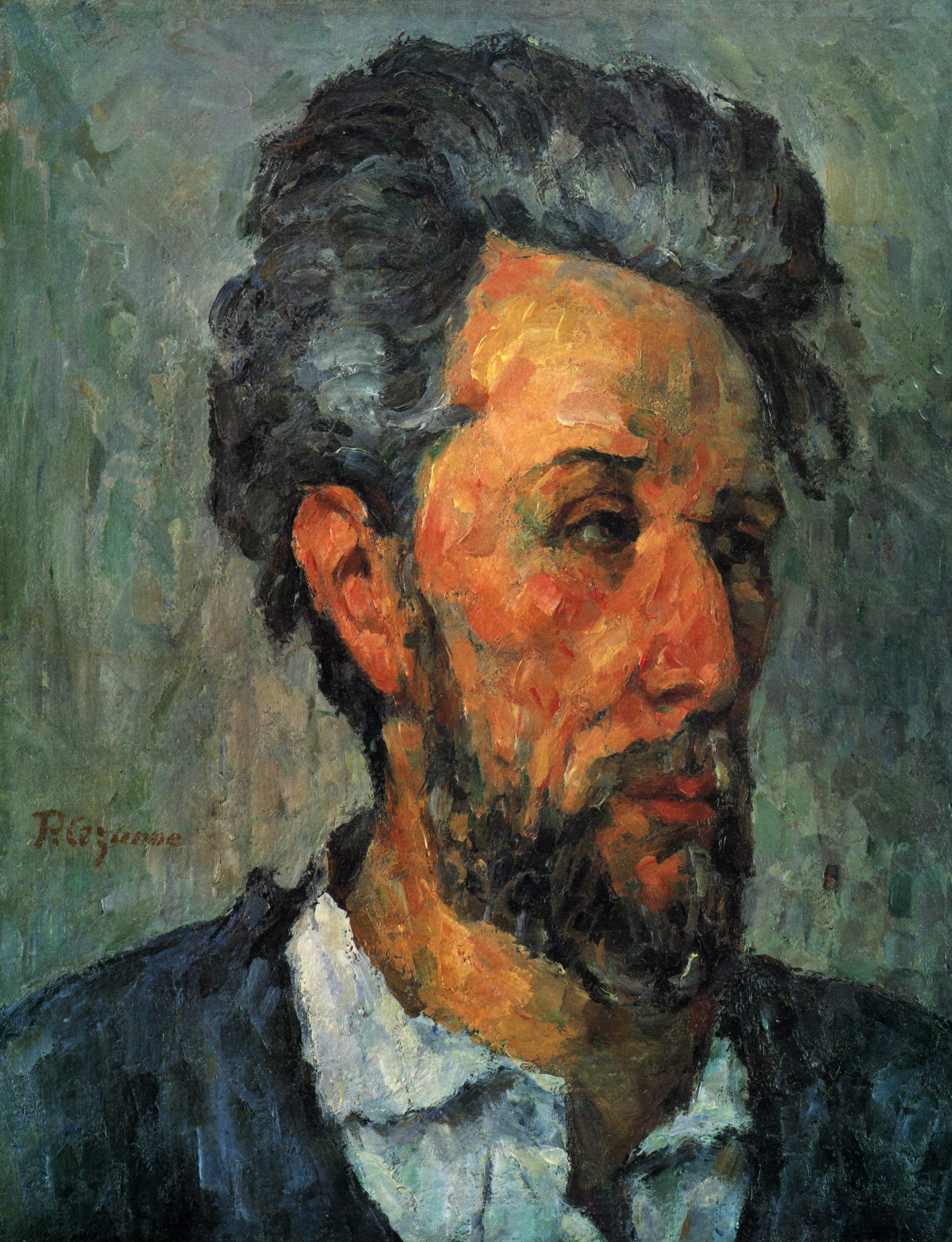
Portretul lui Victor Chocquet (1876-1877)
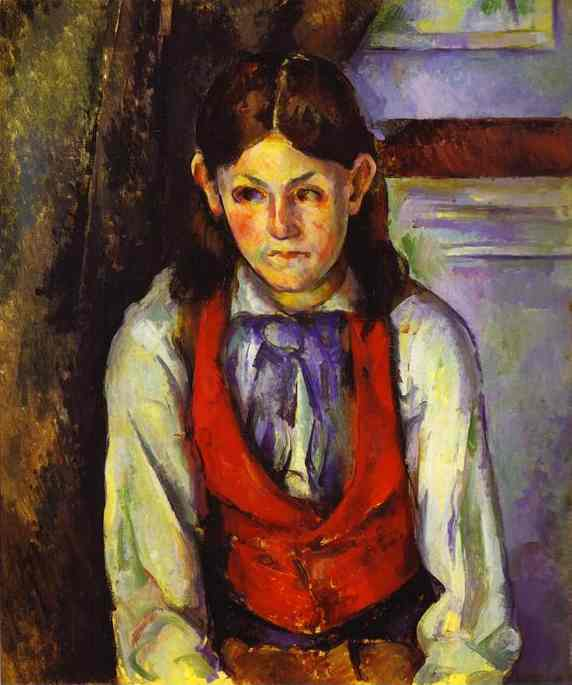
Băiat cu vestă roșie (1888-1890)
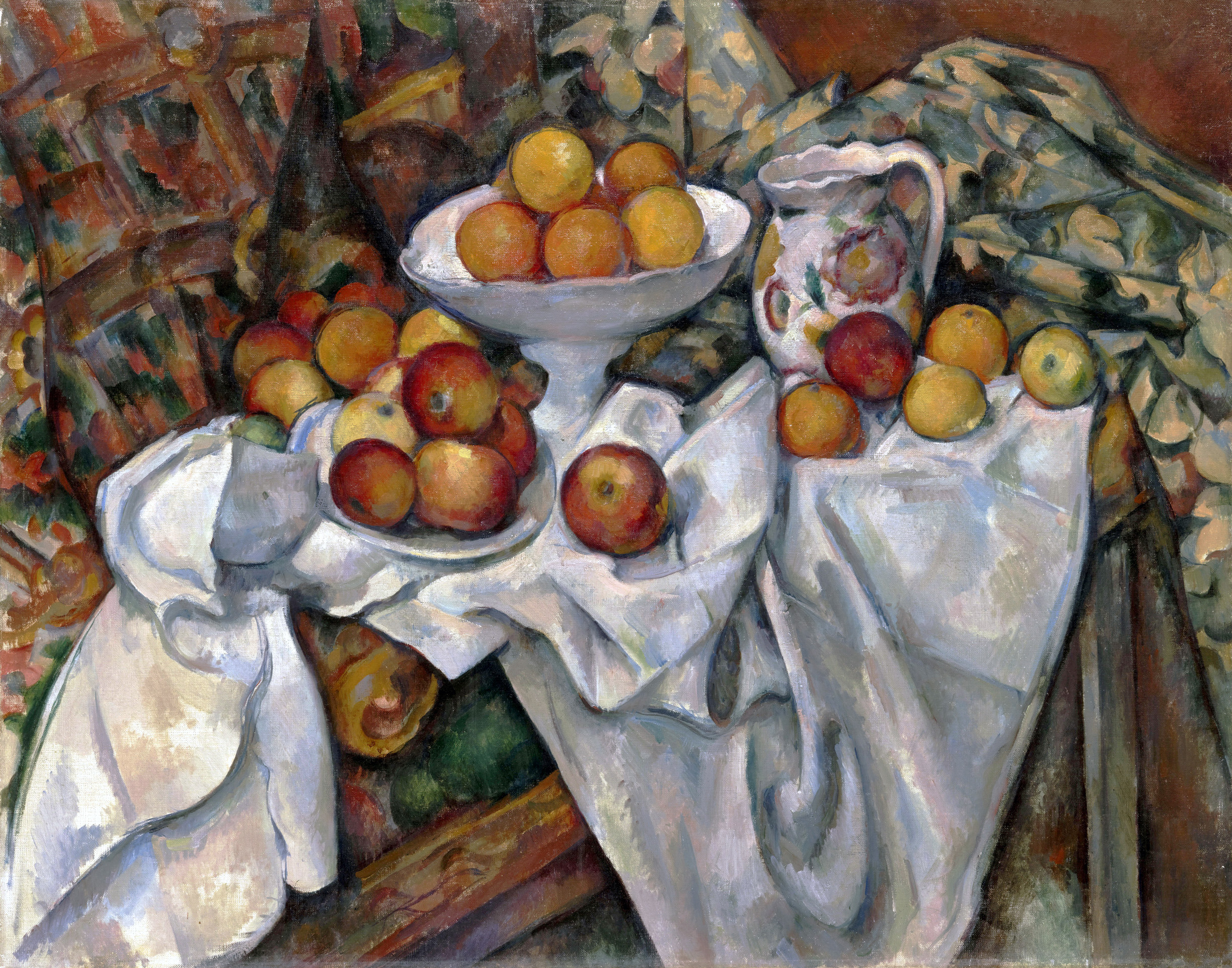
Natură moartă cu mere şi portocale, 1899
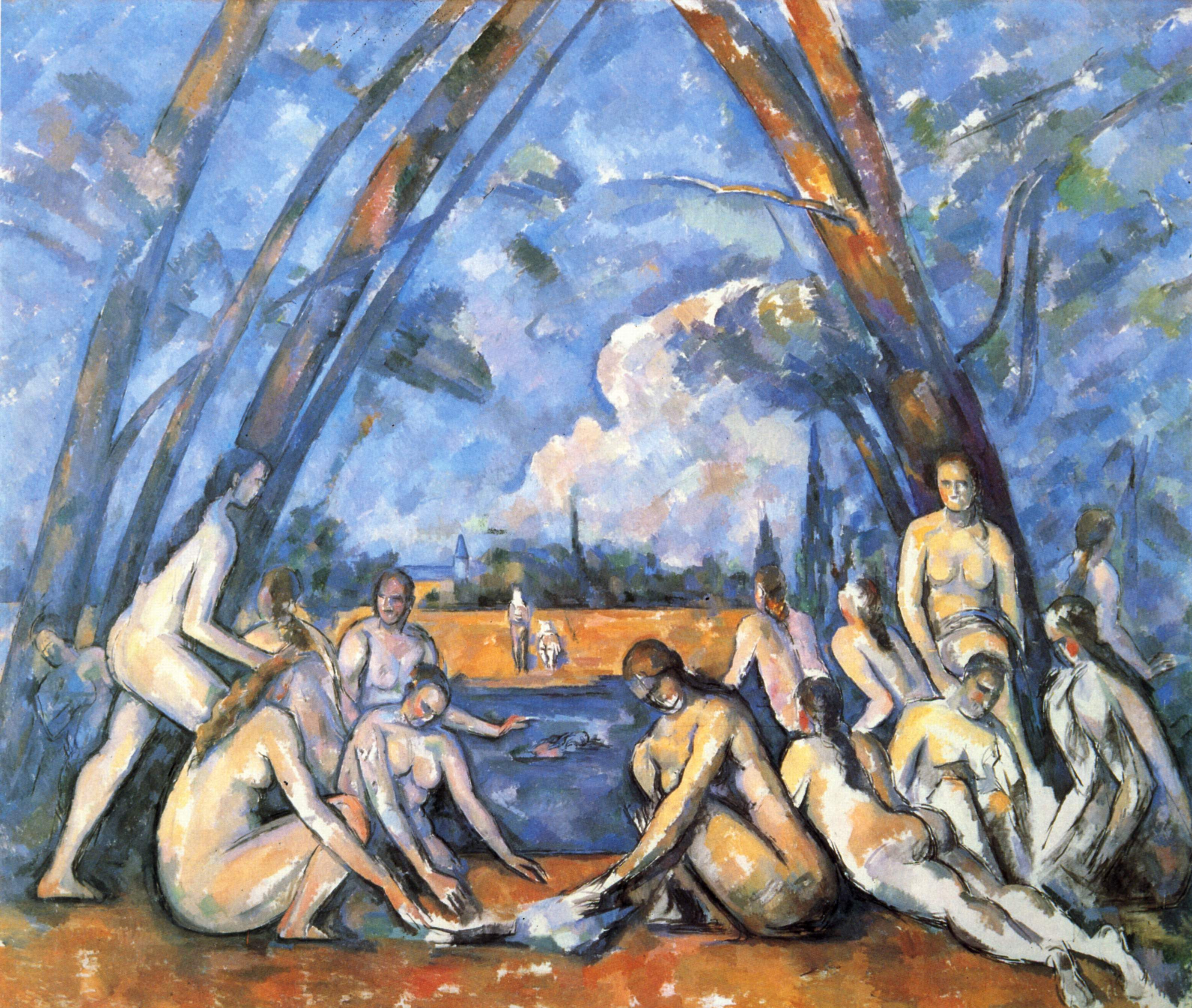
Les grandes baigneuses, 1906